# Luis Felipe López-Jurado
Luis Felipe López-Jurado, né en 1952 à Cordoue, est un professeur de biologie et zoologie à l'Universidad de Las Palmas de Gran Canaria.
En 2016, il reçoit le prix Océanos de la Sociedad Atlántica de Oceanógrafos. C'est notamment l'un des auteurs de l'espèce Geochelone vulcanica, une tortue géante disparue des îles Canaries au Pléistocène supérieur.

## Quelques publications
- 1979 : Las tortugas terrestres Testudo graeca y Testudo hermanni en España
- 1982 : Synopsis of the Canarian herpetofauna
- 1982 : Estudios sobre el sapo corredor (Bufo calamita) en el Sur de España
- 1985 : Los reptiles fósiles de la isla de Gran Canaria (Islas Canarias)
- 1989 : A new Canarian lizard subspecies from Hierro Island (Canarian archipelago)
- 1995 : Origin, colonization, adaptive radiation, intrainsular evolution and species substitution precesses in the fossil and living lizards of the Canary Islands (avec Mateo)